# Anastasio Somoza Debayle

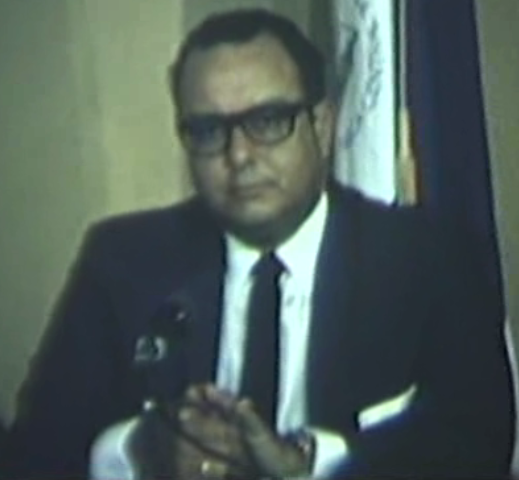
Anastasio Somoza Debayle (1968)

Anastasio Somoza Debayle, respektlos Tachito, (* 5. Dezember 1925 in León, Nicaragua; † 17. September 1980 in Asunción, Paraguay) war Präsident und Diktator von Nicaragua von 1967 bis 1972 und von 1974 bis 1979. Als Chef der Nationalgarde war er auch in den Interimsjahren, in denen formal andere das Präsidentenamt ausübten, der faktische Machthaber. Er bildete das vorletzte Glied des Somoza-Clans, dessen Mitglieder seit 1934 das Präsidentenamt innehatten.

## Leben

### Frühe Jahre und militärische Ausbildung
Anastasio Somoza Debayle war der zweite, eheliche Sohn von Anastasio Somoza García und Salvadora Debayle Sacasa. Sein Vater war sehr korpulent und hatte den Beinamen Tacho („der Mülleimer“). Er selbst, mit weniger Leibesfülle, trug den Beinamen Tachito („das Mülleimerchen“, „der kleine Mülleimer“). Er wurde in Tampa in Florida und in der La Salle Academy auf Long Island erzogen. Daraufhin besuchte er von 1943 bis 1946 die Militärakademie in West Point, die er erfolgreich mit dem Bachelor abschloss und wo er viele Freunde im US-amerikanischen Militär gewann, die ihn später kräftig unterstützten. Bei seiner Rückkehr nach Nicaragua wurde er zum Major ernannt und kurz darauf zum Oberstleutnant. Im folgenden Jahr wurde er von seinem Vater zum Oberst und Chef der Nationalgarde befördert, der zuvor seine Familienangehörigen und nahestehende Freunde mit einer Reihe wichtiger Ämter ausgestattet hatte.
Am 10. Dezember 1950 heiratete er Hope Portocarrero, eine Tochter einer der reichsten und mächtigsten Familien Nicaraguas und gleichzeitig seine Cousine. Die Hochzeit fand in der Kathedrale Santiago de Managua in Managua statt und wurde vom damaligen Erzbischof José Antonio Lezcano y Ortega vorgenommen und in Anwesenheit von über 4000 Hochzeitsgästen zelebriert. Aus der Ehe entstammen fünf Kinder. Hope Portocarrero erwuchs zur First Lady Nicaraguas und zur Stilikone des Landes, gleichzeitig war sie auch karitativ tätig. Später verschlechterte sich die Beziehung und die Eheleute gingen getrennte Wege, Portocarrero zog nach London.
Anastasio Somoza hatte ab etwa 1955 ein Verhältnis mit Dinorah Sampson, was vor der Öffentlichkeit nicht geheim gehalten wurde. Sampson war seine Geliebte bis zu seinem Tode. In den 25 Jahren dieser kinderlosen Beziehung soll es zu mehreren Schwangerschaftsabbrüchen gekommen sein.
In den Jahren 1948 und 1949 kam es mit Costa Rica und 1955 und 1957 mit Honduras zu Grenzkonflikten, in welchen Somoza als Oberbefehlshaber der Nationalgarde mit US-amerikanischem Rückhalt agierte.

### Oberbefehlshaber der Nationalgarde, Präsident und Diktator Nicaraguas
Nach der Ermordung seines Vaters Anastasio Somoza García im Jahr 1956, der sich 1937 gegen seinen Onkel Juan Bautista Sacasa zum Präsidenten Nicaraguas geputscht hatte, folgte zunächst der älteste Bruder Anastasio Somozas, Oberst Luís Somoza Debayle, als Präsident. Als Rache für die Ermordung ihres Vaters verübten die Brüder brutale Aktionen gegen die Opposition. Luis Somoza wollte zu dieser Zeit eine Lockerung der Regierung seitens der Familie, Anastasio hingegen sprach sich für eine noch stärkere Kontrolle der nicaraguanischen Regierung und Wirtschaft durch die Familie Somoza aus.
Nach dem frühen Tod Luís’ wurde Anastasio Somoza Debayle 1967 selbst zum Präsidenten gewählt als Kandidat der Partido Liberal Nacionalista, allerdings gemäß einem Gesetz, das eine direkte Wiederwahl untersagte, beschränkt bis 1972. Vor der Wahl kam es zu einer friedlichen Demonstration der Opposition, die auf seinen Befehl hin zusammengeschossen wurde und in einem Massaker endete. In der folgenden Zeit als Präsident Nicaraguas verkehrte er auf dem diplomatischen Parkett mit seiner Frau an seiner Seite mit den Spitzen westlicher Staaten, unter anderem mit US-Präsident Richard Nixon und Tennō Hirohito. Innenpolitisch sicherte er seine Herrschaft durch eine weitere, stärkere Einbindung seiner Familie an den Schaltstellen der Macht, so zum Beispiel durch seinen Halbbruder José R. Somoza, den er zum Generalinspekteur der Nationalgarde beförderte. Er beförderte sich selbst zum Fünfsternegeneral.

### Bereicherung der Familie Somoza unter seiner Herrschaft
Im Dezember 1972 vernichtete ein Erdbeben die Hauptstadt Managua praktisch vollständig. Dabei starben rund 10.000 Menschen. Der Ausnahmezustand wurde ausgerufen und Anastasio Somoza Debayle, als Chef der Nationalgarde faktisch Herrscher des Landes, und seine Familie nutzten das Erdbeben, die akute Not und den Wiederaufbau, um sich an Grundstücken zu bereichern und Banken und Bauwirtschaft an sich zu reißen. Später wurde aufgedeckt, dass die Familie Somoza internationale Hilfsmittel im Wert von rund 500 Millionen US-Dollar massenhaft unterschlagen hatte, die zur Beseitigung der Folgeschäden des Erdbebens geschickt worden waren, unter anderem auch Blutplasma, das in die USA zurückimportiert wurde. Schon sein Vater hatte das Erdbeben von 1931 und eine Brandkatastrophe 1936 mit ähnlichen Mitteln zur Bereicherung genutzt. 1976 gehörten ihm 346 Unternehmen in verschiedenen Bereichen der Wirtschaft Nicaraguas und seiner Familie etwa ein Viertel der landwirtschaftlichen Flächen des Landes. Somoza selbst besaß 30 Prozent des landwirtschaftlich genutzten Bodens, darunter Viehfarmen, Baumwoll-, Zucker- und Kaffeeplantagen. Er kontrollierte unter anderem Hafenanlagen, Brauereien, Zement- und Textilfabriken, Bauunternehmen, Versicherungen, die Fluggesellschaft des Landes (Lanica), eine Schifffahrtslinie (Mamenic), eine Zeitung (Novedades) und eine Fernsehanstalt. Anastasio Somoza Debayle selbst war der Generalimporteur für Kraftfahrzeuge der Marke Mercedes-Benz für ganz Mittelamerika und nutzte diese Position aus, um das Schienensystem, das US-amerikanische Plantagenfirmen in Nicaragua angelegt hatten, vollkommen verfallen zu lassen. Daraufhin vergab er Buskonzessionen an Gefolgsleute, die genötigt wurden, einen Bus der Marke Mercedes-Benz von ihm zu erwerben.
Anastasio Somoza Garcia hatte bei seiner Ermordung ein Vermögen von schätzungsweise 150 Millionen US-Dollar hinterlassen, Anastasio Somoza Debayle verfünffachte das Vermögen mindestens in weniger als 20 Jahren, in denen er der starke Mann Nicaraguas war.

### Bürgerkrieg und Sturz
Dessen ungeachtet wurde Anastasio Somoza Debayle 1974 erneut gegen den Gegenkandidaten Edmundo Paguaga Irías zum Präsidenten gewählt, obgleich die römisch-katholische Kirche mittlerweile gegen ihn votierte, die das System der Familie Somoza lange selbst mitgetragen hatte. Er trat sein Amt kurz vor seinem 49. Geburtstag am 1. Dezember 1974 an. Bis Ende der 1970er Jahre wuchs die Kritik der Opposition und von Menschenrechtsgruppen an der Regierung Somoza, ebenso wuchs die allgemeine Unterstützung der Sandinistas im ganzen Land. Gerade die Ermordung des Verlegers, Zeitungschefs der Tageszeitung La Prensa und Kopf der bürgerlichen Opposition, Pedro Chamorro (Konservative Partei), auf Veranlassung seines ältesten Sohnes hin, verschärfte die ohnehin angespannte Lage, in der Chamorros Witwe, Violeta Barrios de Chamorro, die spätere Präsidentin Nicaraguas, sich mit der sandinistischen Opposition gegen Somoza solidarisierte. Der darauf folgende Generalstreik wurde unterdrückt, wie auch das Aufbegehren der Ureinwohner in Masaya, die mit brutaler Härte niedergeschlagen mehrere hundert Todesopfer zu beklagen hatten.
Im Sommer 1977 erlitt Somoza einen Herzinfarkt im Bett seiner Geliebten, von dem er sich aber schnell wieder erholte.
Der im November 1976 zum US-Präsident gewählte Jimmy Carter distanzierte sich von ihm und seinen Herrschaftsmethoden und stellte die Waffenlieferungen der USA an Nicaragua ein. 
Nicaragua erhielt aber weiterhin Rüstungsgüter und Hilfen aus Brasilien, Argentinien, Südafrika und Israel. Somoza reagierte auf den beginnenden Bürgerkrieg und Erfolge der Sandinisten mit drakonischen Gegenmaßnahmen. Oppositionelle und andere missliebige Personen wurden verhaftet; viele von ihnen wurden gefoltert und getötet. Ein Teil der Getöteten verschwand spurlos (z. B. im Meer); andere wurden später als Leichen im Krater des Vulkan Momotombo entdeckt. 
Er befahl der Nationalgarde, die von seinem ältesten Sohn, Generalleutnant Anastasio Somoza Portocarrero, befehligt wurde, mit Artillerie und Luftwaffe gegen Städte vorzugehen, die von den Sandinisten eingenommen worden waren. Es folgte ein Putschversuch gegen Somoza und seine Familie von Teilen der Nationalgarde am 28. August 1978, der jedoch scheiterte. Im Interview mit dem Nachrichtenmagazin Der Spiegel vom Mai 1979 spielte er die Probleme herunter und schob die bürgerkriegsähnlichen Verhältnisse einzelnen Aufrührern zu.
In dem Bürgerkrieg starben rund 30.000 Menschen. Insgesamt trieb der Bürgerkrieg gegen die sandinistische Opposition über 150.000 Menschen in die Flucht und führte zur weiteren Verarmung des ohnehin verarmten Landes. Guatemala, Honduras und El Salvador unterstützten logistisch die Bemühungen Somozas zur Niederschlagung der sandinistischen Opposition, Costa Rica und Panama gewährten Flüchtlingen aus Nicaragua Exil. In Panama wurden sogar internationale Brigaden gegen ihn ausgebildet.
Schließlich stürzten die Sandinisten, mit denen sich inzwischen auch das Bürgertum Nicaraguas solidarisierte, am 17. Juli 1979 Anastasio Somoza Debayle, der mit seiner Familie, inklusive seiner Mätresse Dinorah Sampson, unter Mitnahme der Staatskasse und der Särge seines Vaters und seines Bruders nach Miami (Florida) flüchtete. Ferner nahm er 45 Berater, zwei Papageien, diverse Kisten, Kästen und Kontoauszüge mit. Schlussendlich hatte ihn die US-amerikanische Regierung aufgefordert, seine Befestigungsanlage (El Bunker) auf dem Gelände der Nationalgarde mitsamt seiner Geliebten zu verlassen und aus Nicaragua zu fliehen. Sein Nachfolger wurde der Präsident des Kongresses, Francisco Urcuyo Maliaños, der mit ihm verschwägert war. Dieser konnte sich nur 43 Stunden an der Macht halten und übergab sie an die siegreichen Rebellen.

### Exil
In Florida hatte sich Anastasio Somoza Debayle schon vorzeitig einige Unternehmen angekauft, so dass er weiterhin ein wohlhabendes Leben führen konnte. In seinem Vermögen befand sich eine Insel (Easton Sunset), auf der er mit Dinorah Sampson in seiner üppigen Villa vorübergehend residieren konnte. Nach Aussage von Anastasio Somoza Debayle selbst soll sein Vermögen zu diesem Zeitpunkt rund 100 Millionen US-Dollar betragen haben. In einem CIA-Bericht wurde sein Vermögen jedoch mit rund 900 Millionen US-Dollar angegeben. Andere Quellen sehen sogar die Milliardengrenze überschritten, womit die Familie etwa ein Viertel des Gesamtvermögens des Landes besessen hätte. Sein in Nicaragua verbliebenes Restvermögen wurde von den neuen sandinistischen Machthabern entschädigungslos enteignet. Am 19. August 1979 gewährte ihm Alfredo Stroessner Asyl in Paraguay, nachdem er in den Vereinigten Staaten nicht mehr erwünscht war. Seinen Sohn Anastasio Somoza Portocarrero zog es daraufhin nach Guatemala ins Exil.
Im Jahre 1980 brachte er seine Memoiren unter dem Titel Nicaragua Betrayed (Spanische Version:  Nicaragua Traicionada) heraus, in denen er der US-Regierung unter Jimmy Carter die Hauptschuld am Zusammenbruch seiner Herrschaft über Nicaragua gab, gleichzeitig stellte er sich als Vorkämpfer gegen den Kommunismus dar.

### Ermordung
Am 17. September 1980 wurde er Opfer eines Attentats von sieben Mitgliedern der argentinischen Revolutionären Volksarmee (ERP) in der Hauptstadt Paraguays, Asunción, die ihn in seiner ungepanzerten, weißen Mercedes-S-Klasse-Limousine mit Schüssen aus M-16-Gewehren und einer RPG-7-Granate töteten. Einer der Attentäter, Hugo Alfredo Irurzún (Capitán Santiago), wurde am nächsten Tag entdeckt und von paraguayischen Polizisten erschossen.
Laut einem Buch des ehemaligen NIA-Agenten und Kuba-Experten Professor Brian Latell soll der Plan zur Ermordung Anastasio Somoza Debayles von den Sandinisten und vor allem von Fidel Castro gekommen sein, der die Sandinisten über Jahre logistisch versorgte und mit kubanischen Hilfstruppen verstärkt hatte. Somoza war ein Erzfeind Castros und hatte lange Jahre eng mit der US-amerikanischen Regierung zusammengearbeitet. So hat er mit seinem Bruder Luis den Truppen der Invasion in der Schweinebucht Übungsraum zur Verfügung gestellt. Auch sein glühender Antikommunismus war vermutlich ein Grund für Castros Vorgehen gegen ihn.
Sein Sarg ist im Mausoleum der Familie in Miami neben dem seines älteren Bruders Luís, seines Halbbruders José, dem seines Vaters und dem seiner Frau Hope auf einem der ältesten Friedhöfe Floridas, dem Caballero Rivero Woodlawn Park North Cemetery and Mausoleum, aufgebahrt. Seine Beerdigung fand unter großer Teilnahme seiner Anhänger statt.

### Nachwirkung
Seine Nachkommen haben zwar mehrere zaghafte Versuche unternommen, um in Nicaragua wieder an Macht zu gewinnen oder Teile ihres ehemaligen Familienvermögens im Land zurückzugewinnen, sind jedoch seit ihrer Emigration nicht persönlich in Erscheinung getreten und haben dieses, wie im Falle von Anastasio Somoza Portocarrero, nur über die Presse verlautbaren lassen. In den 1980er Jahren unterstützte die Familie die Contras im Kampf gegen die Sandinisten, da sich in den Reihen der Contras auch viele Mitglieder der alten Nationalgarde befanden, die immer noch treu zur Somoza-Familie standen.
Einzig sein Neffe Alvaro, der Sohn von Luis Somoza Debayle, hatte sich während der Familienherrschaft gegen sie gestellt und ist neuerdings in der politischen Szene Nicaraguas auf demokratischer Seite aktiv.

### Nachkommen
Aus seiner Ehe mit Hope Portocarrero hatte Anastasio Somoza Debayle fünf Kinder, die im Staats- und Familienapparat mit eingebunden waren.
- Anastasio (* 1951)
- Julio
- Carolina
- Carla
- Roberto

Seine Liebesbeziehung zu Dinorah Sampson blieb kinderlos.